# SKグループ
SKグループ（エスケイグループ、韓: SK그룹）は、石油精製業や通信事業を軸とする韓国の財閥。
韓国4大財閥の第3位。日本統治時代の織物・繊維会社「鮮京織物株式会社」をルーツに持ち、1970年代以降は数々の買収を経て、石油化学、半導体、通信、建設などの分野を主に扱う。

## 概要
1939年（昭和14年）、朝鮮総督府時代の京畿道の水原市で日本資本として創業して織物を内地から輸入し満洲に織物輸出を行っていた「鮮満綢緞」と、日本の「京都織物」が合弁で作った「鮮京織物株式会社」に端を発する。日本の第二次世界大戦敗戦による日本人経営者の内地引き揚げと現地残留資産の放棄後、朝鮮戦争を経た1953年、鮮京織物の製造部長だった崔鍾建が、設立間もない大韓民国政府より工場設備一切の払い下げを受け、1956年に法人化した。その後は紡績・繊維業に事業の主力を置くが、1973年に鮮京油化を設立し石油精製に進出。同年に崔鍾建が死去すると実弟・崔鍾賢がグループを引き継ぎ、重化学工業部門や建設、更にはウォーカーヒルのホテル・カジノ運営に進出し、1976年には本体の繊維部門が総合商社となって鮮京（ソンギョン、朝: 선경、英: SUNKYONG）と改称した。
1980年に国営企業の大韓石油公社（略称：油公、ユゴン、유공、現SKイノベーション）の払い下げを受け、その後得た資金力で1994年には同じく国営の韓国移動通信の払い下げを受けて「SKテレコム」に改称。同社を韓国の携帯電話業界の最大手にまで成長させ、石油部門と並ぶグループの事業の柱を形成した。1998年にはそれまでのグループの英語名であった SunKyung があまり英語話者に馴染みにくいことと、「Sunk Young（沈んだ若者）」とも読み取られる語呂の悪さから企業名変更に着手。現在の社名となり、系列会社の名前もSKの名に改められる。一方で韓国通貨危機にあたっては複雑な支配構造となっていた「循環出資」を2年間掛けて整理し、2007年7月に持株会社へと移行した。2012年に半導体製造会社ハイニックス半導体を買収し、SKハイニックスとした。
2015年には韓国の産業用ガスメーカーのOCIマテリアルズを約510億円で買収した。2019年には母胎事業である石油化学事業が石油を必要としない電気自動車の台頭で揺らいでいる。SKグループ系列の化学メーカーであるSKCは2019年8月、主力の化学部門を分離してSKC PIC（仮称）を立ち上げた後、この会社の株式49％を売却して電気自動車バッテリーの核心素材メーカーのKCFTを買収するという化学部門を売却した資金でバッテリー事業に乗り出す路線を発表した。別の系列会社であるSK総合化学も、新たな収益事業を探るために、同月15日にフランスの石油化学メーカー・アルケマの高性能ポリマー事業を3億3500万ユーロ（約400億円）で買収した。SKグループの関係者は「精油化学事業がグループ全体の営業利益に占める割合は、一時は30-40％以上だったが、今では1桁台」と明らかにした。
SKグループの総資産は韓国の主要企業グループの中で3位を占めてきたが、2021年7-9月期決算時点の集計において、現代自動車グループを抜いて2位に浮上した。

## 不祥事
- 2011年2月8日、崔哲源が暴行で懲役1年6月の判決を受ける。
- 2013年2月22日、崔泰源（チェ・テウォン）会長が、特定経済犯罪加重処罰法の背任容疑で逮捕される[6]。崔泰源は実刑を受け服役していたが、2015年8月、朴槿恵大統領によって特赦を受けた[7]。
- 2018年7月、傘下の非上場企業SK建設がラオス南東部アッタプー県で建設したセーピアン・セーナムノイダムが決壊した。この事故で50億立方メートル以上の水が突然ラオスの7つの村に流入し、数百人の行方不明者、7000人の被災者が発生した。7月24日にSK建設は「ダムが崩壊したのではなくダムが氾濫した」と主張していた。ラオスのダム決壊の7日前から兆候があった上に韓国人職員53人は既に避難して、全員無事だったことに批判もある。後にダムが決壊したことを認めた[8][9]。

## グループ構成企業
- SK（旧・油公）
- SKC
- SKイノベーション（元SKエナジー：分社化により2011年1月社名変更。以下エナジー、総合化学、ルブリカンツ三社の親会社）
  - SKエナジー（旧・SKエナジーの石油部門を引き継いだ会社。社名も知名度を考慮しSKエナジーを引き継いでいるが登記上は新会社となる。）
    - 済州ユナイテッドFC（済州FC）

  - SKジオセントリック（旧・SK総合化学。エナジーの化学部門を引き継いだ会社。英文社名ではSKグローバルケミカルとなる。）
  - SKルブリカンツ（潤滑油事業：2009年10月当時のSKエナジーより独立）
- SKテレコム（旧・韓国移動通信）
  - SKブロードバンド（旧・ハナロ通信/ハナロテレコム）
  - SKスポーツ団
    - ソウルSKナイツ - 男子ブロバスケットボールチーム
    - SKテレコムT1(eスポーツ)

  - SKコミュニケーションズ
  - ネイトドットコム
  - SKハイニックス
- SKエコプラント（旧・SK建設）
- SKコーポレーションホールディングス
- SKテリンク
- SKプラネット
- SKコーポレーション C&C
- SKケミカル：高機能性プラスチック原料製造会社であるSK NJCを吸収合併した。
- SKネットワークス（旧・鮮京織物/鮮京/SK商社/SKグローバル）
- SKテレシス
- SK E&S
- SKガス
- SKマテリアルズ（旧・OCIマテリアルズ　特殊ガスと工業用ガス事業）
- SKテルリンク
- SKシルトロン

## 日本側現地法人
旧社名は鮮京ジャパン（株）。東京に本社、大阪、福岡、札幌に支店があった。
現在は エスケイグループジャパン（株）として、東京に本社、大阪に支店がある。

## 世界展開
世界のGroupIIIベースオイル（主に省燃費オイルに用いられる基油）市場においてSKルブリカンツは世界一の供給者となっている。
北米におけるGroupIIIベースオイル市場では石油7大メジャー、米コノコフィリップス社から分離・独立したフィリップス66(en:Phillips 66)と並ぶ最大手の1つである。（なおPHILIPS66は韓国メーカーS-OILのGroupIIIを北米市場に供給しているだけで、製造自体は行っていない）

## スポーツとの関連
運営企業の「SKスポーツ」により、サッカー・バスケットボール・ハンドボール・エレクトロニック・スポーツなどのプロスポーツチームが運営されている。SKワイバーンズ（韓国野球委員会）は2021年3月、新世界グループに売却しSSGランダースとなった。
- 済州ユナイテッドFC（Kリーグ）
- ソウルSKナイツ（韓国バスケットボールリーグ）
- SKシュガーグライダーズ（ハンドボール韓国リーグ・女子）
- SKホークス（ハンドボール韓国リーグ・男子）
- SKテレコムT1（eスポーツ・プロリーグ）